# Andrij Hrynčenko
Andrij Viktorovyč Hrynčenko (in ucraino Андрій Вікторович Гринченко?, traslitterazione anglosassone: Andriy Viktorovych Hrynchenko; Ternopil', 12 aprile 1986) è un ex calciatore ucraino, di ruolo difensore.